# Паспорт громадянина Ісландії
Паспорт громадянина Ісландії  — документ, що видається громадянам Ісландії для здійснення поїздок за кордон.

## Зовнішній вигляд
Ісландські паспорти - сині, з ісландським гербом, прикрашеним в центрі передньої обкладинки. Над гербом надписуються слова "ÍSLAND" (ісландською), "ICELAND" (англійською) та "ISLANDE" (французькою), а також слова "VEGABRÉF" (ісландською), "PASSPORT" (англійською) та "PASSEPORT" (французькою) вписані під гербом. Ісландські паспорти мають стандартний біометричний символ внизу.

## Візові вимоги для громадян Ісландії
Візові вимоги для громадян Ісландії є адміністративними обмеженнями на в'їзд громадян Ісландії керівництвом інших держав. У 2017 році громадяни Ісландії мали безвізовий до 152 країн та територій, що є 7-м місцем в світі. Крім того, в силу членства Ісландії в Європейській економічній зоні громадяни можуть подорожувати до 28 країн-членів Європейського Союзу, Норвегії, Ліхтенштейну та Швейцарії, щоб жити та працювати доти, поки вони бажають.